# Food for Thought (UB40)
Food for Thought is een nummer van de Britse band UB40. Het nummer verscheen op hun debuutalbum Signing Off uit 1980. Op 1 februari van dat jaar werd het als dubbele A-kant met King uitgebracht als de debuutsingle van de band. In 1983 verscheen een liveversie op het album UB40 Live, welke in april van dat jaar werd uitgebracht als single.

## Achtergrond
Food for Thought is geschreven door de gehele band en geproduceerd door Bob Lamb. Volgens gitarist Robin Campbell gaat het nummer tekstueel over "de hypocrisie van Kerstmis, het feit dat er mensen in Afrika sterven terwijl wij hier allemaal ons kerstdiner zitten te eten en de Heer prijzen". De originele singleversie is iets korter dan de albumversie; op het album wordt een extra synthesizersolo gespeeld.
Food for Thought werd uitgebracht als dubbele A-kant met het nummer King, een nummer over Martin Luther King, zijn volgers die de weg kwijt zijn na zijn overlijden en een natie die rouwt om zijn dood. Het was de eerste uitgave van de nieuwe platenmaatschappij Graduate Records, dat net als de band vanuit Birmingham opereerde. De plaat bereikte in thuisland het Verenigd Koninkrijk de 4e positie in de UK Singles Chart en was de eerste single die in dit land de top 10 behaalde zonder steun van een grote platenmaatschappij. In Nieuw-Zeeland werd de plaat een nummer 1-hit.
In Nederland bereikte de plaat de Nederlandse Top 40 niet en bleef steken op de 14e positie in de Tipparade. Wél werd de 46e positie in de Nationale Hitparade bereikt en de 48e positie in de TROS Top 50. In de Europese hitlijst op Hilversum 3, de TROS Europarade, werd géén notering behaald.
In België bereikte de plaat géén notering in zowel de beide Vlaamse hitlijsten als de Waalse hitlijst.
In 1982 nam UB40 in Ierland hun eerste livealbum UB40 Live op. Dit album, verschenen in februari 1983, opent met een versie van Food for Thought. In april 1983 werd deze versie uitgebracht als de enige single van het album. Deze versie werd een hit op de Britse eilanden en in het Nederlandse taalgebied.
In Nederland was deze liveversie op vrijdag 8 april 1983 Veronica Alarmschijf op Hilversum 3 en mede hierdoor scoorde de band de eerste top 10-hit in Nederland in de destijds drie landelijke hitlijsten op de nationale popzender; met een 4e positie in zowel de Nederlandse Top 40 als de TROS Top 50 en een 5e positie in de Nationale Hitparade. In de Europese hitlijst op Hilversum 3, de TROS Europarade, werd géén notering behaald.
In België werd de plaat ook een hit en bereikte de 20e positie in zowel de voorloper van de Vlaamse Ultratop 50 als de Vlaamse Radio 2 Top 30. In Wallonië werd géén notering behaald.

## Hitnoteringen
Alle noteringen zijn behaald door de liveversie.

### Nederlandse Top 40
| Hitnotering: 16-04-1983 t/m 11-06-1983 | Hitnotering: 16-04-1983 t/m 11-06-1983 | Hitnotering: 16-04-1983 t/m 11-06-1983 | Hitnotering: 16-04-1983 t/m 11-06-1983 | Hitnotering: 16-04-1983 t/m 11-06-1983 | Hitnotering: 16-04-1983 t/m 11-06-1983 | Hitnotering: 16-04-1983 t/m 11-06-1983 | Hitnotering: 16-04-1983 t/m 11-06-1983 | Hitnotering: 16-04-1983 t/m 11-06-1983 | Hitnotering: 16-04-1983 t/m 11-06-1983 | Hitnotering: 16-04-1983 t/m 11-06-1983 |
| Week                                   | 1                                      | 2                                      | 3                                      | 4                                      | 5                                      | 6                                      | 7                                      | 8                                      | 9                                      |                                        |
| -------------------------------------- | -------------------------------------- | -------------------------------------- | -------------------------------------- | -------------------------------------- | -------------------------------------- | -------------------------------------- | -------------------------------------- | -------------------------------------- | -------------------------------------- | -------------------------------------- |
| Positie                                | 26                                     | 15                                     | 11                                     | 6                                      | 4                                      | 4                                      | 10                                     | 22                                     | 38                                     | uit                                    |

### Nationale Hitparade
| Hitnotering: 23-04-1983 t/m 18-06-1983 | Hitnotering: 23-04-1983 t/m 18-06-1983 | Hitnotering: 23-04-1983 t/m 18-06-1983 | Hitnotering: 23-04-1983 t/m 18-06-1983 | Hitnotering: 23-04-1983 t/m 18-06-1983 | Hitnotering: 23-04-1983 t/m 18-06-1983 | Hitnotering: 23-04-1983 t/m 18-06-1983 | Hitnotering: 23-04-1983 t/m 18-06-1983 | Hitnotering: 23-04-1983 t/m 18-06-1983 | Hitnotering: 23-04-1983 t/m 18-06-1983 | Hitnotering: 23-04-1983 t/m 18-06-1983 |
| Week                                   | 1                                      | 2                                      | 3                                      | 4                                      | 5                                      | 6                                      | 7                                      | 8                                      | 9                                      |                                        |
| -------------------------------------- | -------------------------------------- | -------------------------------------- | -------------------------------------- | -------------------------------------- | -------------------------------------- | -------------------------------------- | -------------------------------------- | -------------------------------------- | -------------------------------------- | -------------------------------------- |
| Positie                                | 28                                     | 12                                     | 5                                      | 6                                      | 8                                      | 11                                     | 14                                     | 21                                     | 47                                     | uit                                    |

### TROS Top 50
Hitnotering : 14-04-1983 t/m 09-06-1983. Hoogste notering: #4 (2 weken).

### NPO Radio 2 Top 2000
| Nummer met noteringen in de NPO Radio 2 Top 2000 | '00 | '01 | '02  | '03  | '04  | '05  | '06  | '07  | '08  | '09  | '10  | '11  | '12  | '13  | '14  | '15  | '16  | '17  | '18  | '19  | '20  | '21  | '22  | '23  | '24  |
| ------------------------------------------------ | --- | --- | ---- | ---- | ---- | ---- | ---- | ---- | ---- | ---- | ---- | ---- | ---- | ---- | ---- | ---- | ---- | ---- | ---- | ---- | ---- | ---- | ---- | ---- | ---- |
| Food for Thought                                 | 822 | -   | 1022 | 1013 | 1028 | 1480 | 1470 | 1684 | 1378 | 1379 | 1288 | 1331 | 1416 | 1392 | 1326 | 1429 | 1489 | 1292 | 1401 | 1548 | 1367 | 1405 | 1624 | 1720 | 1685 |

1. ↑  Een '-' betekent dat het nummer niet was genoteerd en een vetgedrukt getal geeft de hoogste notering aan.
2. ↑  2000 was het eerste jaar met een notering voor dit nummer.